# Арцари (Сучава)
Арцари (рум. Arțari) насеље је у Румунији у округу Сучава у општини Ханцешти. Oпштина се налази на надморској висини од 316 m.

## Становништво
Према подацима из 2002. године у насељу је живело 13 становника, од којих су сви румунске националности.